# Nissan Micra
O Nissan Micra (também conhecido como Nissan March no Brasil) é um automóvel subcompacto da Nissan. Atualmente é produzido em quatro fábricas pelo mundo e comercializado em mais de 160 países. Chegou ao Brasil em outubro de 2011, tendo como maior diferencial o fato de ser o primeiro carro popular japonês comercializado no mercado brasileiro. A partir de 2014, com a quinta geração, passou a ser produzido no Brasil na fábrica da Nissan em Resende (RJ).
Em 2020, o compacto deixou de ser fabricado no Brasil para dar lugar ao novo Nissan Magnite, que chegará em 2022.
Em alguns países, como o Brasil, são comercializadas versões desse modelo equipadas com transmissão continuamente variável (Câmbio CVT).

## O Fim Do March (Micra) No Brasil
A Nissan oficializou em setembro de 2020 a paralisação da fabricação do March em Resende, no Rio de Janeiro, segundo o UOL.
Os motivos são: a exigência dos consumidores por inovações e o lançamento do novo Nissan Magnite que chegará ao Brasil em 2022.
Em nota à imprensa, a montadora disse:
“Como parte natural do ciclo de vida do produto e para a adequação de sua capacidade de produção à realidade do mercado, a Nissan decidiu encerrar a fabricação do Nissan March em seu Complexo Industrial de Resende. A Nissan assegura que mantém inalterado todos os serviços de manutenção e reposição de peças para os proprietários das diferentes versões do modelo, que teve uma longa trajetória de sucesso no país.”
O seu substituto terá a mesma plataforma do Renault Kwid, graças a aliança Renault-Nissan-Mitsubishi.

## Versões
Em 2020, seu último ano em linha, o March era comercializado no Brasil em 5 versões diferentes. Alguns meses antes do encerramento da produção do modelo, a montadora decidiu descontinuar toda a linha de versões com motor 1.0, restando apenas o 1.6. 
- 1.6S - Mesmos acessórios da antiga versão 1.0S, mas com motorização mais potente (1,6 litros, com 111 HP)
- 1.6SV - Versão que contempla todos os acessórios disponíveis, incluindo sistema de som, farol de neblina, retrovisores elétricos e rodas de liga leve aro 15".
- 1.6SV CVT - Versão que contempla todos os acessórios disponíveis, incluindo sistema de som, faróis de neblina, retrovisores elétricos, rodas de liga leve aro 15" e câmbio automático Xtronic CVT.
- 1.6SL - Versão que possui central multimídia, câmera de ré, rodas de liga leve diamantadas aro 16".
- 1.6SL CVT - Versão que possui central multimídia, câmera de ré, rodas de liga leve diamantadas aro 16" e câmbio automático Xtronic CVT.

## Características
A versão disponível no mercado brasileiro pode ser equipada com motor 1.0 3 cilindros ou 1.6, produzidos pela própria Nissan, exclusivamente para o March e o Nissan Versa. Devido à configuração da caixa de câmbio e relação de marchas adotada pela Nissan, o March apresenta aceleração significativa em baixas velocidades, mesmo em sua versão com motorização 1.0; superando outros veículos da mesma categoria.

### Acessórios
Para atrair o consumidor brasileiro, a Nissan equipou o carro com um bom pacote de acessórios de série (desde a versão básica) como airbag duplo e ABS (obrigatórios no Brasil), ajuste de altura do banco do motorista, ajuste de altura do volante, ar condicionado e computador de bordo.

### Cores disponíveis
A Nissan do Brasil disponibiliza o March nas seguintes cores: Branco Aspen (sólida), Branco Diamond (perolizada), Preto Premium (sólida), Cinza Magnetic (metálica), Azul Pacific (perolizada), Prata Classic (metálica) e Vermelho Alert (sólida).

## Galeria
- Primeira geração (1992-97)
- Segunda geração (1994-03)
- Terceira geração (2002-10)
- Quarta geração (2010 - 2014), primeira disponível no Brasil
- Quarta Geração com facelift (2014 - 2020), disponível na América Latina e descontinuado no Brasil.
- Quinta geração (2017-presente)